# Marie d’Abbadie d’Arrast

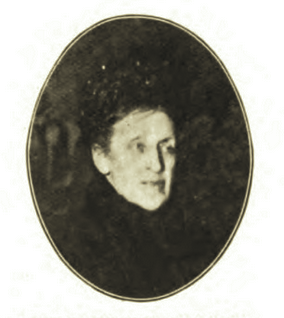
Marie d’Abbadie d’Arrast

Marie-Augustine-Émilie-Henriette Coulomb, verheiratete Marie d’Abbadie d’Arrast, (* 20. Oktober 1837 in Paris; † 15. Juli 1913 ebenda) war eine französische Schriftstellerin, Menschenrechtsaktivistin, Philanthropin und Feministin.

## Familie
Marie wurde Alter von zehn Jahren Vollwaise und erlebte eine düstere und einsame Kindheit. Sie war bildungshungrig und verblüffte ihre Lehrer mit ihrer Intelligenz. Ihre Ausbildung erhielt sie im protestantischen Oratorium des Louvre.

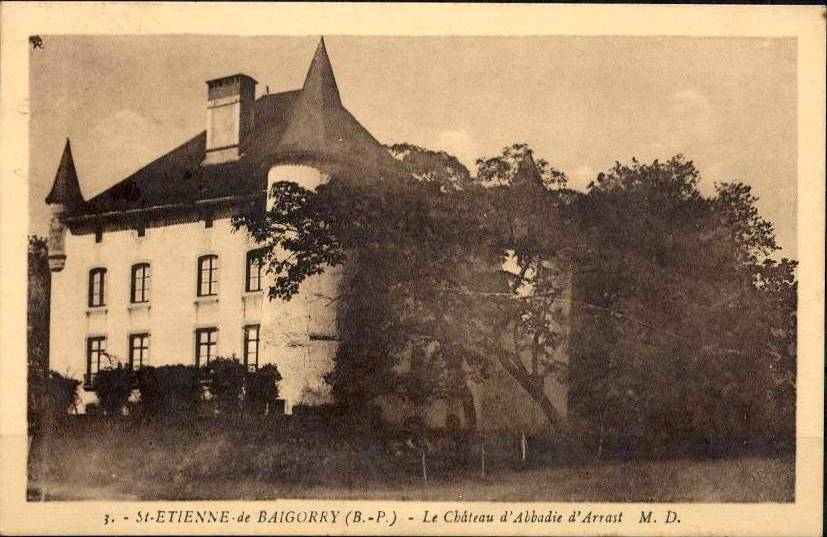
Château Etchaux

Sie war sehr unabhängig und schlug die von ihren Schwestern arrangierten Heiratsanträge aus. Dann lernte sie den sechzehn Jahre älteren Charles d’Abbadie d’Arrast kennen, den sie am 21. November 1857 heiratete. Charles d’Abbadie war Rentier, Generalrat des Départements Basses-Pyrénées (1861–1870) und der jüngere Bruder von Antoine d’Abbadie d’Arrast und Arnauld Michel d’Abbadie d’Arrast. Die Heirat von Charles und Marie führte mit seinem Bruder Antoine zu einem Zerwürfnis, das bis zu seinem Tod andauerte. Dieser, ein gläubiger „irischer“ Katholik, lehnte es ab, dass sein Bruder eine Protestantin heiratete; er würde ihre Kinder nie in die Familie aufnehmen. Der junge Haushalt zog in das Schloss Etchaux in Saint-Étienne-de-Baïgorry, das Charles 1850 gekauft hatte.
Das Paar hatte 5 Kinder; der Filmregisseur Harry d’Abbadie d’Arrast ist ein Enkelkind. Charles starb 1901, Marie 1913.

## Wirken
Die protestantische Ethik und ihre wohlhabende soziale Lage führten Marie d’Abbadie d’Arrast zur Philanthropie. Zunächst im Baskenland während der ersten zwölf Jahre ihrer Ehe, dann ab 1871 in Paris. Nach und nach wandelte sich ihre Tätigkeit vor Ort zu einer Tätigkeit in Lobbygruppen, mit dem Ziel, Gesetze zu ändern, und ab etwa 1889 war sie in mehreren Arbeitgeberverbänden sehr aktiv.
Im Umfeld ihres Schlosses Etchaux modernisierte das Ehepaar die Wohnverhältnisse, was wesentlich zur Verbesserung der hygienischen Verhältnisse im vormaligen „Lepraviertel“ führte. Marie interessierte sich sehr für das Baskenland und sammelte Erzählungen über das Leben der Bewohner, Bräuche und Traditionen; insbesondere alles, was mit den baskischen Frauen zu tun hatte. In diesem Umfeld entstand ihr Buch Causeries sur le pays basque : la femme et l’enfant.
Infolge der Kommune von 1871 gab es Pariser Vororte, in denen die Menschen verhungerten. Was Élise de Pressensé im Viertel Vaugirard getan hatte, führte Marie d'Abbadie d'Arrast im Viertel La Glacière durch. Sie verteilte Gemüse und Stoffe und organisierte Nähateliers, in denen Frauen Kleidung für ihre Familien herstellten.
In diesem Viertel befindet sich das Gefängnis Saint-Lazare, das hauptsächlich dazu bestimmt war, Prostituierte, oft mit ihren Kindern, einzusperren. Marie d’Abbadie d’Arrast wurde ein aktives Mitglied der Association des femmes protestantes visiteuses de prison (Vereinigung protestantischer Gefängnisbesucherinnen). Beschrieben hat sie diese Zeit in Cinquante années de visites à Saint-Lazare. Die Insassinnen waren relativ sicher, aber bei ihrer Entlassung wurden sie von großen Schwierigkeiten heimgesucht; niemand half ihnen. Der Verein Le Patronage des détenues, des libérées et des pupilles de l’administration pénitentiaire (Patronat für weibliche Gefangene, Entlassene und Mündel der Gefängnisverwaltung) wurde von Marguerite de Witt-Schlumberger (Präsidentin) und Marie d’Abbadie d’Arrast (Generalsekretärin) gegründet.
Nach langem Nachdenken über die Ursachen für das Elend und die Prostitution dieser Frauen kam Marie zu dem Schluss, dass diese größtenteils auf die unzureichenden Löhne zurückzuführen waren. Um auf nationaler Ebene tätig zu werden, trat sie 1889 dem Internationalen Kongress der Frauenwerke bei und wurde Mitglied des Conseil national des femmes françaises in der dritten Sektion von Paris, in der sie Vorsitzende der Sektion Gesetzgebung war. Marie d’Abbadie d’Arrast war auch Freimaurerin und Mitglied der ersten gemischten Loge, des internationalen gemischten Freimaurerordens Le Droit humain.
Zu den weiteren Vereinigungen, in denen sie tätig war, gehörten die Ligue contre la mortalité infantile (Liga gegen die Kindersterblichkeit) und die Ligue contre le crime d’avortement (Liga gegen das Verbrechen der Abtreibung). Auf diese Weise versuchte sie, sich den Malthusianern zu widersetzen und kritisiert die Untätigkeit der Regierung. Das erklärte Programm dieser Liga war es, „die Frau zu ihrer mütterlichen Funktion zurückzuführen“ und „das Leben des Kindes zu schützen“. Der Verein verschwand nach dem Tod von Marie d’Abbadie d’Arrast.
Marie d’Abbadie d’Arrast schrieb regelmäßig für die Zeitschrift La Femme.

## Werke
- Cinquante années de visites à Saint-Lazare, Fischbacher, 1889[11]
  - Verschiedene Neuauflagen, unter anderem 2021 bei Good Press[12]
- Rôle des femmes au point de vue de l’administration in Congrès International du Patronage des Libérées, Union des sociétés de patronage de France, 1900, S. 198–218[13]
- Causeries sur le pays basque : la femme et l’enfant, F.-R. de Rudeval, 1909[14]
  - Verschiedene Neuauflagen, unter anderem 2016 bei Primento Digital Publishing, ISBN 978-2-33516-842-6[15]
- La propagande anti-conceptionnelle in Bulletin mensuel de la Société française de prophylaxie sanitaire et morale, 1910, S. 1–22[16]